# Episodi di Metropolitan Police (undicesima stagione)
L'undicesima stagione della serie televisiva Metropolitan Police è stata trasmessa in anteprima nel Regno Unito dalla Independent Television tra il 5 gennaio 1995 e il 29 dicembre 1995.
| nº  | Titolo originale            | Titolo italiano | Prima TV UK       | Prima TV Italia |
| --- | --------------------------- | --------------- | ----------------- | --------------- |
| 1   | To Crack a Nut              |                 | 5 gennaio 1995    |                 |
| 2   | Hot Stuff                   |                 | 6 gennaio 1995    |                 |
| 3   | Hit and Miss                |                 | 10 gennaio 1995   |                 |
| 4   | Hard Cases                  |                 | 12 gennaio 1995   |                 |
| 5   | The Protection Racket       |                 | 13 gennaio 1995   |                 |
| 6   | Crossfire                   |                 | 17 gennaio 1995   |                 |
| 7   | Little Boy Lost             |                 | 19 gennaio 1995   |                 |
| 8   | Hard Knocks                 |                 | 20 gennaio 1995   |                 |
| 9   | New Management              |                 | 24 gennaio 1995   |                 |
| 10  | Powerless                   |                 | 26 gennaio 1995   |                 |
| 11  | Done Is Done                |                 | 27 gennaio 1995   |                 |
| 12  | Getting Even                |                 | 31 gennaio 1995   |                 |
| 13  | Taking the Blame            |                 | 2 febbraio 1995   |                 |
| 14  | Expert Witness              |                 | 3 febbraio 1995   |                 |
| 15  | Just Another Caution        |                 | 7 febbraio 1995   |                 |
| 16  | Uncle Bob                   |                 | 9 febbraio 1995   |                 |
| 17  | Street Life                 |                 | 10 febbraio 1995  |                 |
| 18  | A Fighting Chance           |                 | 14 febbraio 1995  |                 |
| 19  | High Score                  |                 | 14 febbraio 1995  |                 |
| 20  | Going Home                  |                 | 17 febbraio 1995  |                 |
| 21  | Throwback                   |                 | 23 febbraio 1995  |                 |
| 22  | Eyes and Ears               |                 | 24 febbraio 1995  |                 |
| 23  | Good Housekeeping           |                 | 28 febbraio 1995  |                 |
| 24  | Is That the Time?           |                 | 3 marzo 1995      |                 |
| 25  | New Moves                   |                 | 7 marzo 1995      |                 |
| 26  | Flora and Fauna             |                 | 9 marzo 1995      |                 |
| 27  | Loose Cannon                |                 | 10 marzo 1995     |                 |
| 28  | Count to Ten                |                 | 14 marzo 1995     |                 |
| 29  | Alone                       |                 | 17 marzo 1995     |                 |
| 30  | Quits                       |                 | 21 marzo 1995     |                 |
| 31  | Stopping Time               |                 | 23 marzo 1995     |                 |
| 32  | Value for Money             |                 | 24 marzo 1995     |                 |
| 33  | Little Green Apples         |                 | 28 marzo 1995     |                 |
| 34  | Never Too Young             |                 | 30 marzo 1995     |                 |
| 35  | Lost and Found              |                 | 31 marzo 1995     |                 |
| 36  | Hair Trigger                |                 | 4 aprile 1995     |                 |
| 37  | Learning Curve              |                 | 7 aprile 1995     |                 |
| 38  | Not Just for Christmas      |                 | 11 aprile 1995    |                 |
| 39  | Swan Song                   |                 | 13 aprile 1995    |                 |
| 40  | In on the Game              |                 | 14 aprile 1995    |                 |
| 41  | Your Witness                |                 | 18 aprile 1995    |                 |
| 42  | Life's a Bitch              |                 | 21 aprile 1995    |                 |
| 43  | Old Habitats                |                 | 25 aprile 1995    |                 |
| 44  | Babyface                    |                 | 27 aprile 1995    |                 |
| 45  | Deeds of Mercy              |                 | 28 aprile 1995    |                 |
| 46  | Damage                      |                 | 2 maggio 1995     |                 |
| 47  | When Opportunity Knocks     |                 | 4 maggio 1995     |                 |
| 48  | Have a Go Hero              |                 | 5 maggio 1995     |                 |
| 49  | Memorial                    |                 | 9 maggio 1995     |                 |
| 50  | Good Intentions             |                 | 11 maggio 1995    |                 |
| 51  | Losing Streak               |                 | 12 maggio 1995    |                 |
| 52  | In the Midnight Hour        |                 | 16 maggio 1995    |                 |
| 53  | Never Forget a Face         |                 | 18 maggio 1995    |                 |
| 54  | A Quiet Night In            |                 | 19 maggio 1995    |                 |
| 55  | Looking After Your Own      |                 | 23 maggio 1995    |                 |
| 56  | Four Walls                  |                 | 25 maggio 1995    |                 |
| 57  | O.T.S.                      |                 | 26 maggio 1995    |                 |
| 58  | Unfamiliar Territory        |                 | 30 maggio 1995    |                 |
| 59  | Feeling Guilty              |                 | 1º giugno 1995    |                 |
| 60  | See No Evil                 |                 | 2 giugno 1995     |                 |
| 61  | Looking for Justice         |                 | 6 giugno 1995     |                 |
| 62  | Other Voices                |                 | 8 giugno 1995     |                 |
| 63  | Water Wings                 |                 | 9 settembre 1995  |                 |
| 64  | They All Look the Same      |                 | 13 giugno 1995    |                 |
| 65  | Trying It On                |                 | 15 giugno 1995    |                 |
| 66  | Better Off Dead             |                 | 16 giugno 1995    |                 |
| 67  | Today and Tomorrow          |                 | 20 giugno 1995    |                 |
| 68  | Upstairs, Downstairs        |                 | 22 giugno 1995    |                 |
| 69  | Bedside Manner              |                 | 23 giugno 1995    |                 |
| 70  | Who Cares?                  |                 | 27 giugno 1995    |                 |
| 71  | Kicking                     |                 | 29 giugno 1995    |                 |
| 72  | Big Hitters                 |                 | 30 giugno 1995    |                 |
| 73  | Picking Up the Pieces       |                 | 4 luglio 1995     |                 |
| 74  | Big Boy's Rules             |                 | 6 luglio 1995     |                 |
| 75  | Woman of Substance          |                 | 7 luglio 1995     |                 |
| 76  | With Friends Like These     |                 | 11 luglio 1995    |                 |
| 77  | No Choice                   |                 | 13 luglio 1995    |                 |
| 78  | The Lives of Brian          |                 | 14 luglio 1995    |                 |
| 79  | Skin Deep                   |                 | 18 luglio 1995    |                 |
| 80  | Kid                         |                 | 20 luglio 1995    |                 |
| 81  | A Bird in the Hand          |                 | 21 luglio 1995    |                 |
| 82  | Over the Top                |                 | 25 luglio 1995    |                 |
| 83  | Body Beautiful              |                 | 27 luglio 1995    |                 |
| 84  | What the Eye Doesn't See    |                 | 28 luglio 1995    |                 |
| 85  | In Control                  |                 | 1º agosto 1995    |                 |
| 86  | Presumed Guilty             |                 | 3 agosto 1995     |                 |
| 87  | Under the Doctor            |                 | 4 agosto 1995     |                 |
| 88  | Ritual                      |                 | 8 agosto 1995     |                 |
| 89  | Whipping Boy                |                 | 10 agosto 1995    |                 |
| 90  | The Devil You Don't Know    |                 | 11 agosto 1995    |                 |
| 91  | Normal Behaviour            |                 | 15 agosto 1995    |                 |
| 92  | Charity and Beating         |                 | 17 agosto 1995    |                 |
| 93  | Nearest and Dearest         |                 | 18 agosto 1995    |                 |
| 94  | Mother's Ruin               |                 | 22 agosto 1995    |                 |
| 95  | Russian Doll                |                 | 24 agosto 1995    |                 |
| 96  | Mitigating Circumstances    |                 | 25 agosto 1995    |                 |
| 97  | Now and Then                |                 | 29 agosto 1995    |                 |
| 98  | Three in a Bed              |                 | 31 agosto 1995    |                 |
| 99  | The Writing on the Wall     |                 | 1º settembre 1995 |                 |
| 100 | Too Clever by Half          |                 | 5 settembre 1995  |                 |
| 101 | Heat                        |                 | 7 settembre 1995  |                 |
| 102 | Still Waters                |                 | 8 settembre 1995  |                 |
| 103 | All in the Game             |                 | 12 settembre 1995 |                 |
| 104 | Sins of the Father          |                 | 14 settembre 1995 |                 |
| 105 | Night Beat                  |                 | 15 settembre 1995 |                 |
| 106 | Balancing the Scales        |                 | 19 settembre 1995 |                 |
| 107 | For Services Rendered       |                 | 21 settembre 1995 |                 |
| 108 | Response Time               |                 | 22 settembre 1995 |                 |
| 109 | Knowing the Score           |                 | 26 settembre 1995 |                 |
| 110 | Some You Lose               |                 | 28 settembre 1995 |                 |
| 111 | Rock-a-Bye Baby             |                 | 29 settembre 1995 |                 |
| 112 | Video Nasty                 |                 | 3 ottobre 1995    |                 |
| 113 | Bad Pictures                |                 | 5 ottobre 1995    |                 |
| 114 | Fire                        |                 | 6 ottobre 1995    |                 |
| 115 | All Tucked Up               |                 | 10 ottobre 1995   |                 |
| 116 | Bait                        |                 | 12 ottobre 1995   |                 |
| 117 | Damage Limitation           |                 | 13 ottobre 1995   |                 |
| 118 | Solid Gold Cert             |                 | 17 ottobre 1995   |                 |
| 119 | Mugs                        |                 | 19 ottobre 1995   |                 |
| 120 | Off Limits                  |                 | 20 ottobre 1995   |                 |
| 121 | Strictly Personal           |                 | 24 ottobre 1995   |                 |
| 122 | Day of Rest                 |                 | 26 ottobre 1995   |                 |
| 123 | Allegations and Allegiances |                 | 27 ottobre 1995   |                 |
| 124 | Honeypot                    |                 | 31 ottobre 1995   |                 |
| 125 | Saved                       |                 | 2 novembre 1995   |                 |
| 126 | A Year and a Day            |                 | 3 novembre 1995   |                 |
| 127 | With This Body              |                 | 7 novembre 1995   |                 |
| 128 | Deadline                    |                 | 8 novembre 1995   |                 |
| 129 | Lockdown                    |                 | 9 novembre 1995   |                 |
| 130 | Last Waltz                  |                 | 10 novembre 1995  |                 |
| 131 | Compensation                |                 | 14 novembre 1995  |                 |
| 132 | The Wee Small Hours         |                 | 16 novembre 1995  |                 |
| 133 | Photocall                   |                 | 17 novembre 1995  |                 |
| 134 | Love Me, Love My Dog        |                 | 21 novembre 1995  |                 |
| 135 | Heart of Gold               |                 | 23 novembre 1995  |                 |
| 136 | Dying Breath                |                 | 24 novembre 1995  |                 |
| 137 | Poison                      |                 | 28 novembre 1995  |                 |
| 138 | Three in a Row              |                 | 30 novembre 1995  |                 |
| 139 | Neutral Territory           |                 | 1º dicembre 1995  |                 |
| 140 | Getaway                     |                 | 4 dicembre 1995   |                 |
| 141 | Smoke Gets in Your Eyes     |                 | 7 dicembre 1995   |                 |
| 142 | Natural Justice             |                 | 12 dicembre 1995  |                 |
| 143 | Go to Get a Body            |                 | 14 dicembre 1995  |                 |
| 144 | No Questions Asked          |                 | 15 dicembre 1995  |                 |
| 145 | Sweet Innocent              |                 | 19 dicembre 1995  |                 |
| 146 | Drop                        |                 | 21 dicembre 1995  |                 |
| 147 | On the Lookout              |                 | 22 dicembre 1995  |                 |
| 148 | Ties That Bind              |                 | 28 dicembre 1995  |                 |
| 149 | Journey Home                |                 | 29 dicembre 1995  |                 |